# Улица Муху
У́лица Му́ху — внутриквартальная улица в Таллине, столице Эстонии. 

## География
Проходит в микрорайоне Куристику городского района Ласнамяэ. Начинается и заканчивается у улицы Линнамяэ. Пересекает пешеходный бульвар Сааремаа. Граничит с парком Тондилоо (бывший парк Кивила). 
Протяжённость — 650 метров.

## История
Улица получила своё название 25 апреля 1986 года в честь эстонского острова Муху.

## Застройка
Вдоль улицы расположены 3 пятиэтажных и 5 девятиэтажных жилых дома 1987−1988 годов постройки, а также двухэтажное здание 1980 года постройки, где работают небольшой магазин, бойлерная станция и телефонная подстанция.